# Piața Franciscanilor din Budapesta

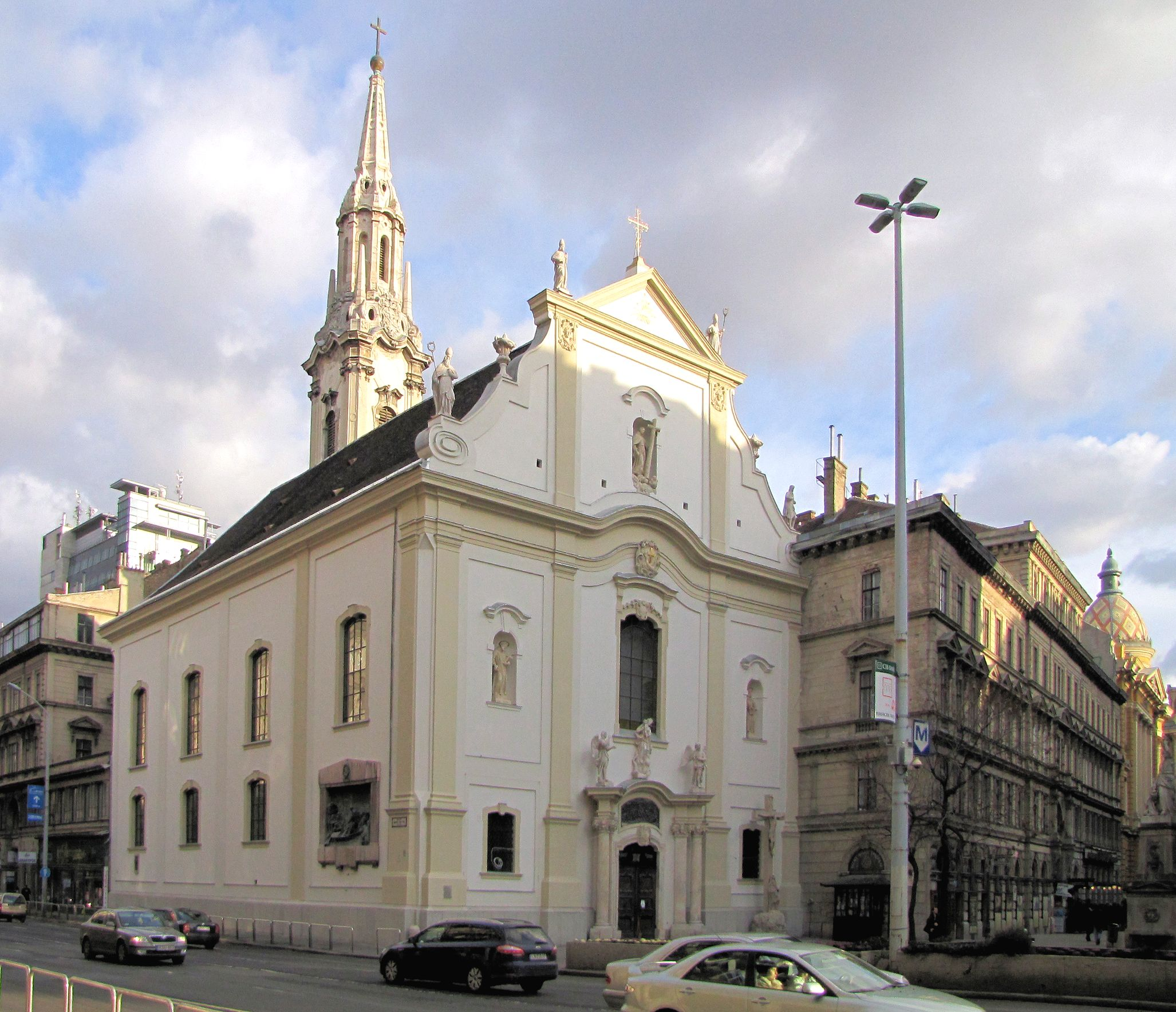
Biserica Franciscană din Budapesta

Piața Franciscanilor (în maghiară Ferenciek tere) este o piață și un nod de transport din Budapesta. În afară de faptul că aici se află și o stație de pe linia M3 (Nord-Sud) a metroului din Budapesta, aceasta este și un important nod de transport public pentru linii de autobuz cum ar fi 7 și 133E, care leagă Pesta de Buda de sud.
Piața se află chiar în mijlocul orașului. Strada Váci, o renumită stradă de cumpărături, pornește de aici. Podul Elizabeta peste Dunăre este la o distanță de cinci minute de mers pe jos de la stația de metrou.

## Istorie
Aici se află situată Biserica Franciscană din zona veche a orașului, construită în 1743, de unde și provine numele acestei pieți. Denumirea pieței a fost Kígyó tér în 1874, iar apoi Apponyi tér (în cinstea lui Albert Apponyi) în 1921, iar începând cu 1953 Felszabadulás tér (Piața Eliberării), fiindu-i apoi restabilită denumirea de odinioară de Piața Franciscanilor (Ferenciek tere) în 1991.

## Galerie

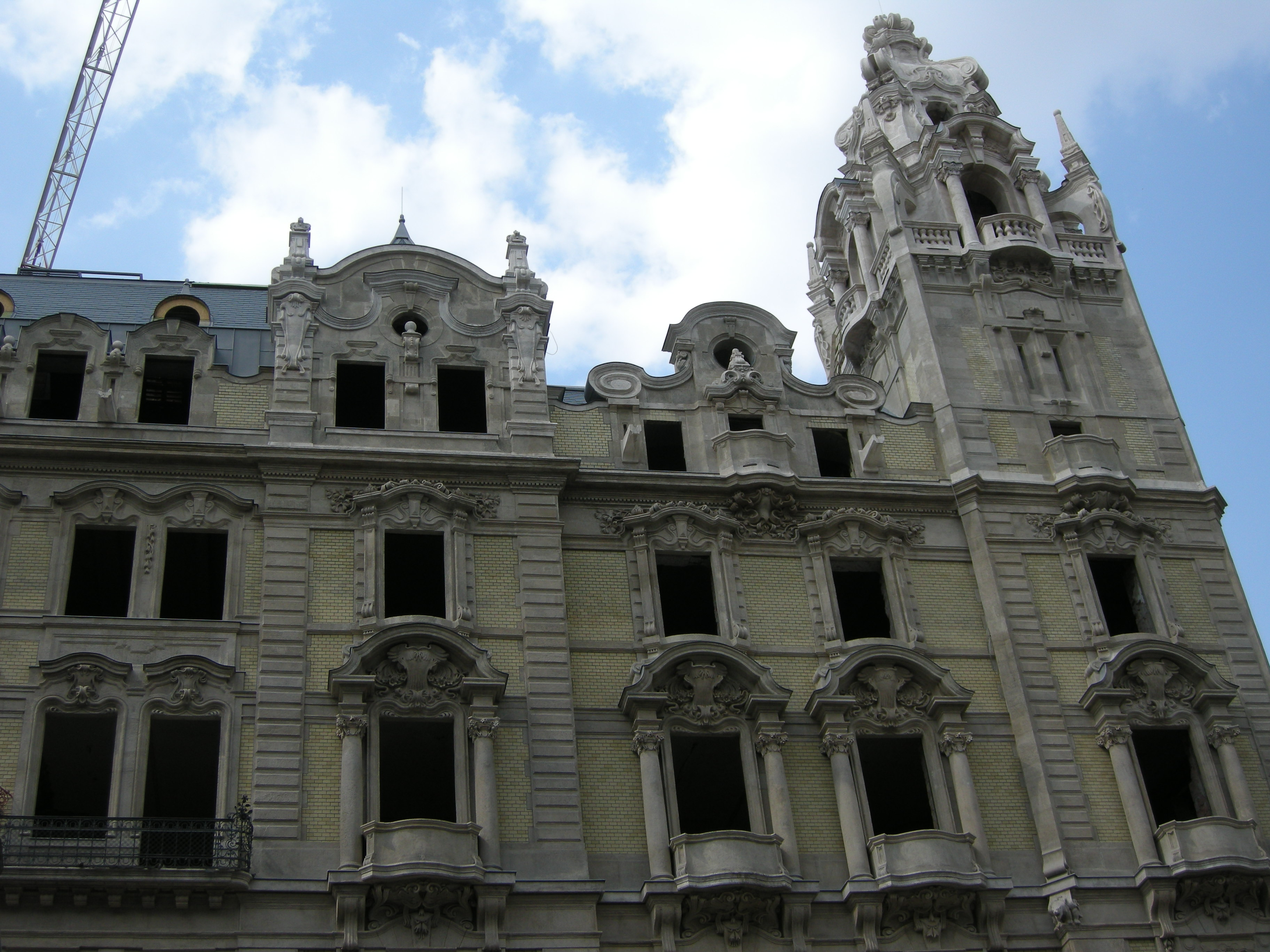
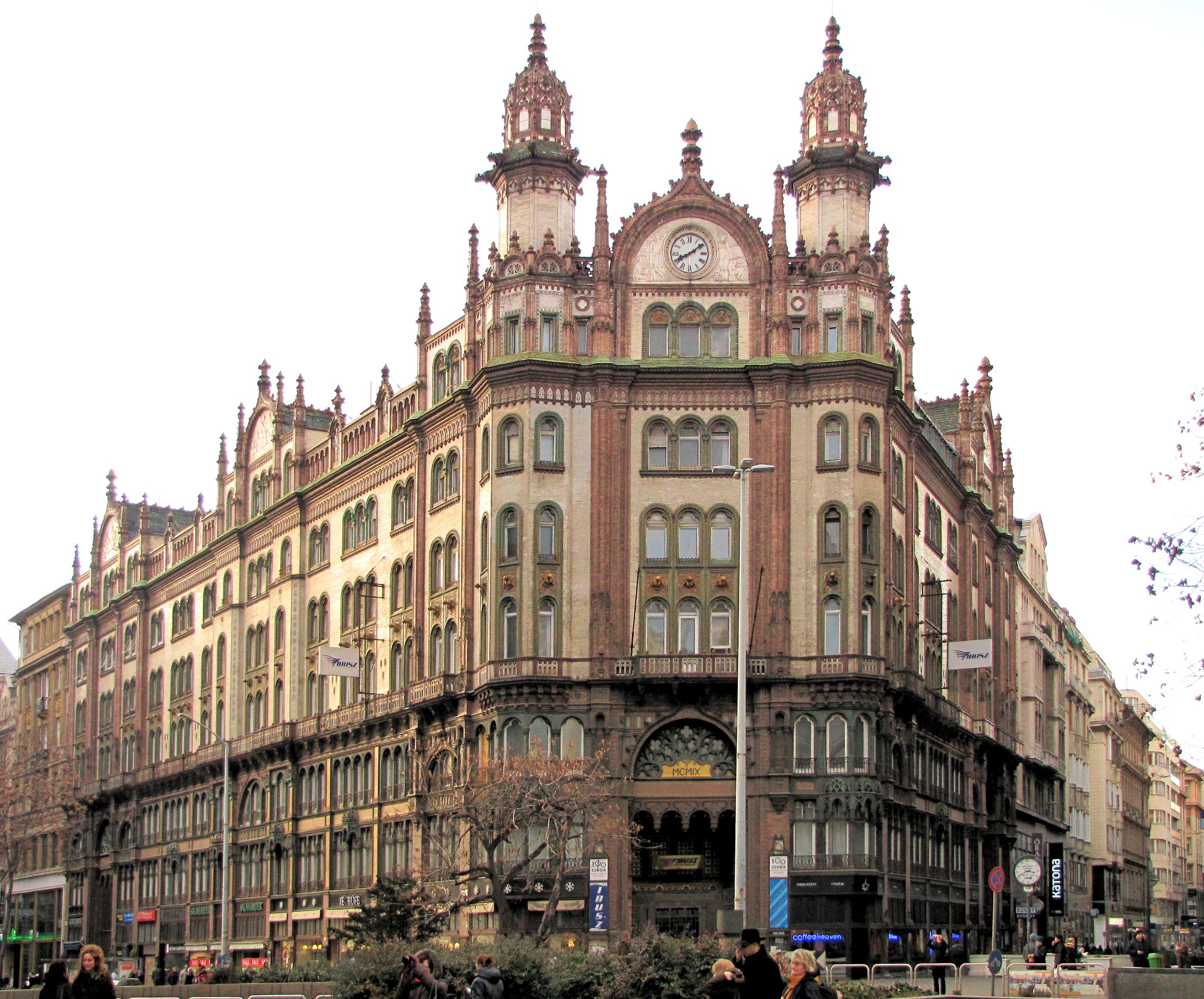
Párizsi-udvar